# Jean-Pierre Berghmans
Jean-Pierre Léon Louis Joseph Marie baron Berghmans (Namêche, 23 januari 1949) is een Belgisch industrieel en bestuurder.

## Biografie
Jean-Pierre Berghmans is een telg uit het geslacht Berghmans en een zoon van Jean Berghmans (1918-1999) en Elisabeth barones Lhoist (1921-2020). Hij trouwde in 1972 met Catherine gravin d'Aspremont Lynden (1951), dochter van burgemeester, senator en minister Harold Charles graaf d'Aspremont Lynden (1914-1967), met wie hij drie dochters kreeg.
Hij behaalde een licentiaat in de toegepaste economische wetenschappen aan de Université catholique de Louvain en een MBA aan het INSEAD in Frankrijk. In 1974 ging hij in dienst bij kalkgroep Lhoist, de familieonderneming langs moederszijde. In 1979 werd hij er gedelegeerd bestuurder en lid van de raad van bestuur. In 1985 werd hij voorzitter van het directiecomité. Onder leiding van Berghmans breidde de groep zijn activiteiten in de jaren 1980 naar het Amerikaanse continent en in de jaren 1990 naar Oost-Europa en Duitsland uit. In de jaren 2000 werden verdere overnames gedaan in Zuid-Europa, Brazilië en Azië.. Zo is de onderneming uitgegroeid tot wereldleider in zijn sector. Het bedrijf heeft ongeveer 6.650 werknemers, verkoopt zijn producten in meer dan 80 landen en telt 135 vestigingen in meer dan 25 landen.
Op 22 april 2005 werd hij verheven in de Belgische erfelijke adel met de persoonlijke titel van baron. In 2017 werd hem de onderscheiding van commandeur in de Kroonorde van België toegekend. Sinds 2005, is hij al ridder in het Franse Legioen van Eer.
Berghmans is of was tevens:
- lid van het directiecomité van het Verbond van Belgische Ondernemingen,
- voorzitter van de Belgische raad van het INSEAD,
- bestuurder van het Kindermuseum in Elsene,
- stichtend lid van het Museum van Europa,
- medeoprichter van Maison de la Radio Flagey, dat het voormalige gebouw van de openbare omroep Flagey in Elsene renoveerde,
- medeoprichter en voorzitter van Club des Combins, een Zwitsers verzekeringsinitiatief voor berggidsen,
- lid van de Trilaterale Commissie,
- lid van de Tate International Council, een vereniging van internationale kunstverzamelaars.